# Vénus Beauté (Institut)
Vénus Beauté (Institut) és una pel·lícula de comèdia romàntica francesa del 1999. La història se centra en tres empleades d'un saló de bellesa i la seva recerca de l'amor i la felicitat. La pel·lícula està dirigida per Tonie Marshall. És protagonitzada per Nathalie Baye, Bulle Ogier, Samuel Le Bihan, Jacques Bonnaffé, Mathilde Seigner, Audrey Tautou, Robert Hossein, Claire Denis, Micheline Presle, Emmanuelle Riva i Elli Medeiros.
Va guanyar el Premi César a la millor pel·lícula, Millor director, Millor guió i actriu més prometedora.

## Argument
Angèle és una esteticista de 40 anys que treballa a l'establiment del títol de París. Ha quedat òrfena des dels vuit anys, el seu pare va matar la seva mare per sospita d'infidelitat i després es va suïcidar quan es va demostrar que la seva infidelitat era falsa. Recull homes per tenir aventures sexuals curtes, però ja no creu en l'amor, després d'haver ferit el seu antic xicot, Jacques, amb qui de tant en tant contacta per soledat, però que mai està disponible al mateix temps que ella. Un jove descuidat, Antoine, la veu en un cafè mentre la deixa la seva última aventura i s'enamora d'ella. Es queda fora del cventre de bellesa per vigilar l'Angèle, la segueix a una cafeteria i li declara el seu amor, però ella per una vegada no té paraules i no li retorna immediatament els sentiments. Antoine també revela que malgrat els seus sentiments per ella, està compromès, però sent que s'allunya de la seva promesa. Malgrat la seva negativa declarada a creure en l'amor, Angèle s'enamora gradualment d'Antoine.
El Vénus Beauté Institut està dirigit per la Nadine, i entre els companys de feina de l'Angèle hi ha la Samantha, que té una sèrie de cites i li dona les descripcions a Angèle, i la Marie, la més jove que encara està aprenent les cordes. Les vides amoroses de les companyes de feina contrasten amb les d'Angèle. Marie té com a client un pilot envellit, a qui s'havia cremat i li havien reconstruït la cara a partir de la pell de la seva difunta dona. El pilot vol que Marie vingui a casa seva, cosa que finalment fa, observada per Angèle i Antoine. Angèle està preocupada perquè la Marie sigui massa ingènua i que el pilot la convidi a casa seva per seduir-la. Quan la Marie i el pilot comencen a fer l'amor, l'Angèle i l'Antoine comencen a fer-se un petó.
S'acosta Nadal, i l'Angèle va a les seves ties a Poitiers. Antoine havia revelat que és escultor, i havia rebut l'encàrrec de fer-hi un retaule per a la catedral. Va a la catedral per veure l'obra, però canvia d'opinió quan un vell amic la reconeix. En tornar a París, Angèle va a l'hospital per visitar la Samantha, que havia intentat suïcidar-se per soledat durant el Nadal. La Samantha revela que la Nadine està començant una nova botiga i que va trobar una nova noia per substituir temporalment la Samantha. No obstant això, la nova noia, Evelyne, resulta ser un desastre, vol ordenar els productes per colors en lloc de per funció, i finalment se'n va.
Mentrestant, la promesa d'Antoine l'havia seguit i el va veure sortir de la botiga amb Angèle. Va a la botiga com a clienta i li confia a l'Angèle que el seu promès es veu amb una altra persona, però creu que encara l'estima. Més tard, quan l'Antoine porta l'Angèle a comprar, la promesa d'Antoine entra a la botiga; Angèle els veu junts i creu que l'Antoine l'ha traït. Ella truca a Antoine per cancel·lar la seva relació. Per fer les paus, com que l'Angèle es queda a tancar la botiga la nit de Cap d'Any, l'Antoine ve a la botiga amb un regal. És un vestit nou. La promesa d'Antoine ho veu i entra a la botiga amb una pistola, però quan dispara, tot el que aconsegueix colpejar són els llums. Mentre les espurnes volen, l'Antoine i l'Angèle es besen.

## Repartiment
- Nathalie Baye com Angèle
- Audrey Tautou com a Marie
- Mathilde Seigner com a Samantha
- Samuel Le Bihan com a Antoine
- Bulle Ogier com a Nadine
- Jacques Bonnaffé com a Jacques
- Robert Hossein com el pilot
- Micheline Presle com a tia Maryse
- Emmanuelle Riva com a tia Lyda
- Édith Scob com a clienta
- Claire Nebout com a clienta exhibicionista
- Catherine Hosmalin com a clienta
- Liliane Rovère com a clienta
- Claude Jade com a client lesbiana
- Brigitte Roüan com a clienta depressiva
- Claire Denis com a clienta asmàtica
- Marie Rivière com a clienta amb botes folrades de pell
- Hélène Fillières com la promesa d'Antoine
- Elli Medeiros com a Evelyne
- Romain Goupil com el Dr. Fremond

## Recepció
Amb crítiques entusiastes i boca-orella dels espectadors, Vénus Beauté (Institut) es va consolidar com l'èxit sorpresa de l'any cinematogràfic 1999 amb prop d'1,4 milions d'entrades. La pel·lícula va ser la gran guanyadora dels Césars l'any 2000, destronant així els dos favorits de la vetllada: Joana d'Arc de Luc Besson i La Fille sur le pont de Patrice Leconte. Tonie Marshall va ser la primera dona a rebre el César al millor director; la segona ha estat Justine Triet per Anatomia d'una caiguda el 2024.

## Cita i reminiscències de la pel·lícula
La pel·lícula conté un cop d'ull explícit a la pel·lícula Belle de jour: quan Marie es troba a casa de l'aviador, obre una petita caixa que emet un so estrany, sense que l'espectador sàpiga què hi ha. Fa trenta anys, va ser Catherine Deneuve qui va obrir la mateixa caixa petita que pertanyia al misteriós client xinès. En atmosferes certament molt diferents, les dues pel·lícules posen en primer pla personatges femenins, així com els misteris del desig, el seu caràcter imprevisible i irresistible, el que amaguen les "caixetes" de l'inconscient i la dissociació, de vegades, de les necessitats de el cos, els impulsos i els sentiments del cor.
A més, Micheline Presle, que interpreta el paper de la tia Maryse, no és altra que la mare de Tonie Marshall.